# Mariana Magaña
Mariana Magaña Inzunza (Ciudad de México, 5 de mayo de 1991) es una actriz y cantante mexicana, conocida por interpretar a Mariana en High School Musical: El Désafio, a Barbie en Cuando toca la campana y a Melody en Junior Express.

## Biografía
Comenzó su carrera al ser protagonista junto a Cristóbal Orellana en High School Musical: El desafío. Los dos obtuvieron el papel al ser ganadores de High School Musical: La selección, un programa de televisión emitido durante 2007, que consistía en un casting, realizado por Disney y TV Azteca, para elegir al reparto que llevaría a cabo la versión local de High School Musical.
A finales de 2008 y principios de 2009, realizó una exitosa gira alrededor de México con el nombre de "High School Musical: El Desafío en Gira" interpretando los temas más escuchados de la película como «El verano terminó» y «Yo sabía». Durante 2011 y 2012 protagonizó la serie de Disney Channel Latinoamérica, Cuando toca la campana, en el papel de Barbie.
Entre en 2013 y 2016, formó parte del elenco de la serie infantil Junior Express, donde interpretó a Melody. Magaña dejó de trabajar en dicha serie en la tercera temporada de la serie debido a otros proyectos artísticos.

## Filmografía
| Cine       | Cine                              | Cine                        | Cine                                                                                       |
| Año        | Título                            | Papel                       | Nota                                                                                       |
| ---------- | --------------------------------- | --------------------------- | ------------------------------------------------------------------------------------------ |
| 2008       | High School Musical: El Desafío   | Mariana                     | Walt Disney Pictures                                                                       |
| Televisión |                                   |                             |                                                                                            |
| Año        | Título                            | Papel                       | Nota                                                                                       |
| 1998-1999  | Chiquititas                       | Sol Rivera/Sol Méndez Ayala | TV Azteca                                                                                  |
| 2007       | High School Musical: La Selección | Ella misma                  | Ganadora del "Reality show" producido por Disney Channel Latinoamérica y Televisión Azteca |
| 2011-2012  | Cuando toca la campana            | Bárbara "Barbi"/Sofía       | Disney Channel Latinoamérica, Rol protagónico.                                             |
| 2013-2017  | Junior Express                    | Melody                      | Disney Junior Latinoamérica                                                                |

## Discografía
Bandas sonoras
- 2008: High School Musical: El Desafío

- 2011: Cuando toca la campana

- 2013: Junior express ¿a que estación vamos?

- 2014: Junior Express, todos a moverse
- 2015: Junior Express, un nuevo viaje
- 2015: Junior Express, así es la música
- 2016: Junior Express, lo que llevas en tu corazón

Sencillos
- 2011: "Ángel Guardián"

- 2011: "Únete a esta fiesta" (junto al elenco de Cuando toca la campana)

- 2011: "La hora buena" (junto al elenco de Cuando toca la campana)

- 2011: "Es el momento" (con Nicole Luis, Diana Santos y  Stephie Caire)

- 2011: "Cuando toca la campana" (junto al elenco de Cuando toca la campana)

- 2008: "Sale el sol" (High School Musical: El Desafío)

- 2008: "El Verano Terminó" (con el elenco High School Musical: El Desafío)

- 2007: "Cada vez" (junto a Cristóbal Orellana de High School Musical: El Desafío)

Videos Musicales
- 2008: "El Verano Terminó" (con el elenco de High School Musical: El Desafío)

- 2011: "Es el momento" (Con el elenco de Cuando toca la campana)

- 2015: "Alguien Necesita Ayuda"  Melody Junior Express